# Lijst van burgemeesters van Vierlingsbeek
Dit is een lijst van burgemeesters van de voormalige Nederlandse gemeente Vierlingsbeek in de provincie Noord-Brabant tot aan het verdwijnen van deze Nederlandse gemeente bij de gemeentelijke herindeling op 1 januari 1998, waarbij de gemeente opging in de gemeente Boxmeer.
| Ambtsperiode | Naam burgemeester            | Partij of stroming | Bijzonderheden                                                                           |
| ------------ | ---------------------------- | ------------------ | ---------------------------------------------------------------------------------------- |
| 1811 - 1813  | Melchior van Bon             |                    |                                                                                          |
| 1813 - 1814  | J. van den Bosch             |                    |                                                                                          |
| 1814 - 1832  | Chr. Van Langen              |                    |                                                                                          |
| 1832 - 1860  | P.F. van den Bosch           |                    |                                                                                          |
| 1860 - 1900  | Pieter Jenniskens            |                    |                                                                                          |
| 1900 - 1940  | Ant. Jos. Jenniskens         |                    |                                                                                          |
| 1940 - 1952  | Antoon (A.) Jans             |                    |                                                                                          |
| 1952 - 1982  | Gabriël (G.C.M.) van Heusden |                    |                                                                                          |
| 1982 - 1989  | Huub van de Moosdijk         | CDA                | vanaf 1989 fungeerde loco-burgemeester Jan Ronnes twee jaar als waarnemende burgemeester |
| 1991 - 1997  | Hans Dittner                 | CDA                |                                                                                          |